# ولگردها (فیلم ۱۹۹۷)
ولگردها (انگلیسی: Strays) فیلمی در ژانر درام به کارگردانی وین دیزل است که در سال ۱۹۹۷ منتشر شد. از بازیگران آن می‌توان به مایک اپس و وین دیزل اشاره کرد.

## داستان
ریک دلال مواد مخدری است که به دنبال معنای زندگی و صمیمیت می‌گردد. او که از نبود ساختار خانوادگی رنج می بر و دچار مشکلات روانی است که توسط پدرش ایجاد شده است. او زندگی اش را جوری اداره می‌کند که از ایجاد صمیمیت با کسی جلوگیری کند.